# Engelwarz (Weitnau)
Engelwarz (mundartlich: Englwards) ist ein Gemeindeteil der Marktgemeinde Weitnau im bayerisch-schwäbischen Landkreis Oberallgäu.

## Geographie
Das Dorf liegt circa 5,5 Kilometer östlich des Hauptorts Weitnau.

## Ortsname
Der Ortsname stammt vom Personennamen Engelwart und bedeutet Ansiedlung des Engelwart.

## Geschichte
Engelwarz wurde erstmals um das Jahr 1250 als Engelwarthes bzw. Engilwarze urkundlich erwähnt. 1509 gehörte der Ort der Herrschaft Trauchburg an, ab 1558 dem Fürststift Kempten. Ab 1605 besaß die Herrschaft Hohenegg Güter in Engelwarz. Die heutige Marienkapelle in Engelwarz wurde vermutlich im 18. oder 19. Jahrhundert erbaut.

### Fuchsmühle
Die heutige Fuchsmühle wurde erstmals urkundlich im Jahr 1457 erwähnt, als die Doͤnenmuͤlin zum Engelwartz an der Ach an Jakob dem Truchsessen zu Waldburg zinste. 1605 wurde sie als Mahl- und Stampfmühle genannt. Der Mahlbetrieb wurde 1865 eingestellt.

## Baudenkmäler
- Siehe: Liste der Baudenkmäler in Engelwarz